# Intertemporalité
En droit international, le principe de l'intertemporalité (tempus regit actum) est une règle qui affirme que lorsqu'on examine la validité d'un titre, il faut se replacer dans le droit de l'époque où le titre a d'abord été acquis. Par exemple, à l'époque contemporaine, la découverte d'un nouveau territoire ou la conquête n'est pas suffisant pour obtenir un titre parfait, mais au XVIe siècle, c'était un mode valide d'acquisition de territoires, donc la règle dit qu'il faut accepter pour les fins d'aujourd'hui le droit international des époques révolues.
Édictée dans sa version moderne par Max Huber dans le cas de l'Affaire de l'île de Palmas,, cette règle de droit international a aussi des implications importantes pour les peuples autochtones d'Amérique, et plus particulièrement en droit autochtone canadien. Par exemple, dans l'arrêt Côté c. R. de 1993, la Cour d'appel du Québec se demande si le droit en vigueur au moment du régime français d'avant la Conquête britannique avait éteint les titres ancestraux autochtones. Si les titres n'ont pas été complètement éteints selon les règles en vigueur à cette époque précise de l'histoire, cela permettrait aux Autochtones de réclamer davantage de terres. La question n'est pas complètement résolue et il s'agit d'une problématique qui engage à la fois les juristes et les historiens.   